# Wern Palmius
Wern Palmius, född 18 oktober 1952, är en svensk specialpedagog, sedan 2006 verksam som rådgivare på Specialpedagogiska skolmyndigheten. Wern Palmius är en ofta anlitad föreläsare kring hur man bäst stöder elever med särskilda behov .